# Judith Baco
Judith Baco (7 de abril de 1941, Montevideo) es una escritora uruguaya cuya obra se ha centrado mayoritariamente tanto en la literatura infantil como en la juvenil. Es además dramaturga, poeta y narradora. Ha recibido premios en varios países. Desde 1993 es miembro correspondiente de la Academia Uruguaya de Letras.
Escribió libros de texto del área lenguaje, para Educación Primaria. Ha cultivado varios géneros literarios, incluyendo: poesía, ensayo, 
cuento y novela, entre otros.
Desde 1985 dirige el Atelier de Escritores, que fundó con el objetivo de que fueran talleres de creatividad literaria.

## Obras

### Teatro
La siguiente es la lista de obras de teatro que ha realizado:
- 1995: Las Señoritas de Aviñón
- 1992: Elisa Amor Mío (coautoría)
- 1991: El día que murió Richard Burton
- 1989: Un Ladrón Bueno, un Cocodrilo y un Violoncello
- 1988: La Otra Cara del Ángel
- 1986: Juego de Luna y Arena
- 1985: La mesa
- 1984: Las algas

### Publicaciones
La siguiente es la lista de libros que ha publicado:
- Baco, Judith (1983). Aventura. Montevideo: Arca.
- Baco, Judith (1994). Espero que te encuentres bien. Montevideo: Amauta. ISBN 9974-35-049-2.
- Baco, Judith (1993). 15-RENZO-15. Montevideo: Arca. ISBN 5- 527 |isbn= incorrecto (ayuda).
- Baco, Judith (1996). Poemas, Cuentos y Algo Más. Imp. POLO. ISBN 9974-57-000-X.
- Baco, Judith (1997). De Ceibos y Calandrias. Imp. POLO. ISBN 978-79 - 13349.